# 绍 (科多尔省)
绍村（法語：Chaux，法語發音：[ʃo] ⓘ）是法国科多尔省的一个市镇，位于该省南部，属于博讷区。

## 地理
绍村（47°7'48"N, 4°54'21"E）面积7.04 平方千米，位于法国勃艮第-弗朗什-孔泰大區科多尔省，该省份为法国中东部省份，北起奥布省，西接涅夫勒省和约讷省，南至索恩-卢瓦尔省，东南接汝拉省，东临上索恩省，东北部与上马恩省接壤。
与绍村接壤的市镇（或旧市镇、城区）包括：维拉尔方丹、孔布朗希安、普雷莫-普里塞、维莱拉费、默耶、尼伊圣乔治。
绍村的时区为UTC+01:00、UTC+02:00（夏令时）。

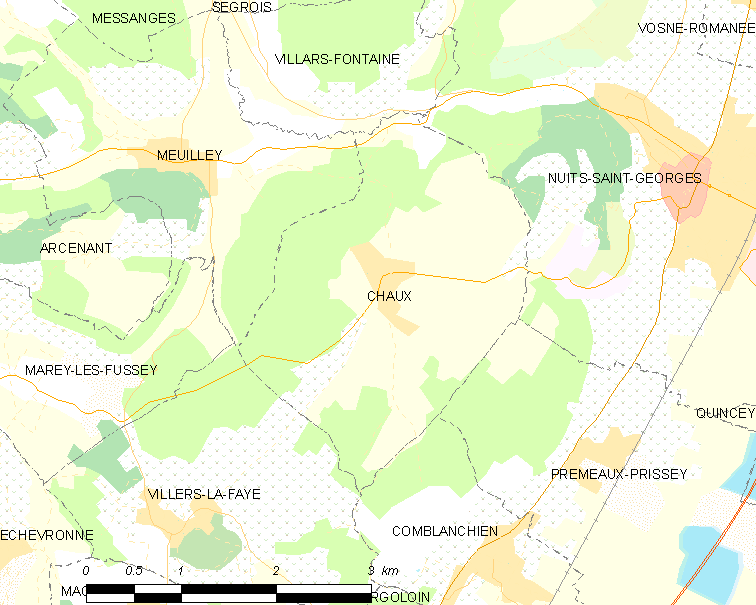
绍村的OSM定位图

## 行政
绍村的邮政编码为21700，INSEE市镇编码为21162。

## 政治
绍村所属的省级选区为尼伊圣乔治县。

## 人口

1962-2008年间绍村人口变化图示

绍村于2022年1月1日时的人口数量为484人。